# Lukáš Zima
Lukáš Zima (* 9. Januar 1994 in Hradec Králové) ist ein tschechischer Fußballtorwart.

## Leben
Zima verbrachte seine Juniorjahre in den Akademien von MFK Nové Město nad Metují, dem FC Hradec Králové, Slavia Prag und dem CFC Genua. International vertrat Zima die Tschechische Republik von der U16 bis zur U21.
Zima verbrachte den Großteil seiner Profikarriere in Italien beim CFC Genua unter Vertrag, obwohl er dort nie offiziell zum Einsatz kam und mehrmals ausgeliehen wurde. Er spielte professionell in den Niederlanden und Rumänien.
Sein Debüt in der ersten Mannschaft gab er als Leihspieler bei der AC Reggiana bei einem 2:0-Heimsieg gegen Como 1907 in der Serie C. Zima verbrachte die meisten der folgenden fünf Jahre als Leihspieler bei verschiedenen Teams der Serie C und Serie B, bevor die AS Livorno eine vollständige Transferoption wahrnahm.
In der Saison 2020/21 wird der als vereinsloser Spieler erneut von Genua verpflichtet, kam aber erneut nicht zum Einsatz. In der folgenden Saison wechselte er zum VVV-Venlo, 2023 zu Petrolul Ploiești, wo er in 59 Spielen zum Einsatz kam. Seit 2025 spielt er beim FCSB Bukarest.